# Templo de Clituno
O chamado Templo de Clituno (em italiano: Tempietto del Clitunno) é uma pequena igreja medieval primitiva que fica ao longo das margens do rio Clitunno na cidade de Passignano perto de Campello sul Clitunno, Úmbria, Itália. Em 2011, tornou-se Patrimônio Mundial da UNESCO como parte de um grupo de sete desses locais que marcam a presença dos Lombardos na Itália. Locais do poder (568-774).
Embora a arquitetura clássica e a localização sugiram que pode ter sido o Templo de Júpiter Clituno mencionado por Plínio, os arqueólogos descobriram que a estrutura foi construída mais tarde, antes do século VI, como uma igreja e foi construída principalmente com material (spolia) retirado de antigas estruturas romanas da vizinhança.

## O local sagrado de Júpiter Clituno na antiguidade
A nascente do rio Clitunno em Campello sul Clitunno, no sopé das montanhas, a 1,5 km de distância do "templo de Clituno", era famosa na antiguidade como um local sagrado para o deus do rio Clituno. Plínio observa que ali, próximo ao rio, "um antigo e venerável templo se ergue onde o próprio Júpiter Clituno está vestido com uma toga". Relatando como "as respostas oraculares ali proferidas provam que a divindade habita ali e prevê o futuro", Plínio acrescenta que o templo maior é acompanhado por vários templos menores ao redor, cada um contendo a estátua de um deus, um dos quais pode ter estado no local do "Templo de Clituno".

## História
Os humanistas renascentistas do século XVI pensavam que a igreja semelhante a um templo dedicada a San Salvatore, que fica ao lado da Via Flamínia em Pissignano, deve ser o que restou do Templo de Júpiter Clituno do antigo santuário de Clituno, ou um dos templos menores ali mencionados por Plínio. Os primeiros cristãos, eles supuseram, devem ter convertido o edifício pagão para seus próprios ritos.
Foi somente no último quarto do século XX que os arqueólogos perceberam que o "templo" em Clitunno havia sido construído principalmente com spolia, ou seja, materiais retirados de muitas estruturas romanas antigas diferentes da vizinhança.
A construção de uma barragem no rio Clitunno, diretamente em frente ao Tempietto, durante a Alta Idade Média alterou radicalmente o local original: a barragem fornecia energia hidráulica para um grande moinho de farinha, cujas paredes históricas ainda sobrevivem e cortam profundamente o terraço onde ficam as três varandas da frente do Tempietto.
O edifício teve duas fases distintas de construção. Primeiro, um pequeno edifício abobadado de berço, de um cômodo, ergueu-se no local, cortado profundamente na encosta da colina rochosa que se erguia atrás. Pouco tempo depois, este edifício foi expandido na parte de trás (na extremidade leste) por uma abside, e na frente (a oeste) por um elaborado sistema de três pórticos de entrada com telas colunares no estilo "romano coríntio". O edifício terminava com quatro imponentes frontões, um frontão a leste e três frentes ediculares completas ao norte, sul, e oeste.
Os afrescos inspirados em ícones do Tempietto que decoram a extremidade leste da nave fornecem a melhor datação da estrutura da Fase Dois. Os ícones de Cristo, Pedro, Paulo e os anjos são invenções bizantinas do século VI. O ícone de Cristo ganhou destaque no início de Bizâncio quando os imperadores heraclianos (610–711) o ergueram em procissões militares alegando ser os próprios representantes escolhidos de Cristo na Terra para liderar o povo cristão ao céu, alegando ser imagens de Cristo. A aparição desse ícone no Clitunno mostra que os construtores do Tempietto sabiam dessas demonstrações de poder imperial e bizantino. Se o edifício da Fase-Dois data do sétimo ou início do oitavo século, ou seja, durante o período heracliano no mundo euro-mediterrâneo, ou mesmo um pouco mais tarde, ele deve ter sido construído por magnatas da vizinha Spoleto, capital do ducado de Spoleto, que foi estabelecido na Itália central por invasores longobardos de cerca de 590 em diante e durou até a conquista carolíngia do norte e centro da Itália em 774. Se magnatas do ducado longobardo de Spoleto construíram o Tempietto, seu uso dos ícones bizantinos revela seu estudo detalhado e sua prontidão para manipular uma importante cultura visual euro-mediterrânea de alta qualidade para seus próprios fins.
Na década de 1730, as fachadas ediculares dos pórticos norte e sul foram desmontadas e as colunas vendidas. Entre 1890 e 1895, os responsáveis pela construção substituíram o piso da nave por ladrilhos de terracota, instalaram bancos de alvenaria de pedra nos cantos nordeste e noroeste da nave, colocaram uma mesa de altar na abside e construíram uma ampla escadaria ao norte, contra os restos do pórtico de entrada norte.
Na década de 1950, o local foi novamente muito alterado pela construção da rodovia que passa diretamente atrás do edifício (Rota 3; Via Flamínia): uma grande parte da colina que se eleva atrás do Tempietto foi cortada para a estrada.

## Descrição
O Tempietto del Clitunno tem apenas 11 m de comprimento. Na abside, na extremidade leste da pequena nave, encontram-se extensos restos de alguns afrescos medievais antigos representando o Salvador e os Santos Pedro e Paulo, e então acima, na parede absidal, pinturas de dois anjos em medalhões, e no centro, um medalhão com uma Crux Gemmata. Palmeiras frutíferas apareciam abaixo, na parede de cada lado da abside. Essas decorações pertenciam à igreja da fase dois: a camada de gesso sobre a qual as pinturas repousam foi a primeira a ser aplicada para esconder e decorar a alvenaria de entulho áspera da parede absidal adicionada na segunda fase da construção. A pintura do Salvador se parece muito com o famoso ícone do Pantocrator da coleção do mosteiro bizantino de Santa Catarina no Sinai (q.v. online). O retrato de Pedro também se assemelha ao ícone medieval antigo do mesmo apóstolo no Sinai. Ícones desse tipo foram pintados em Roma durante o início da Idade Média, por exemplo, em Santa Maria Antiqua, o famoso santuário do século VI ao século IX no Fórum Romano.
Os construtores também fizeram eles mesmos as peças quando nenhuma pôde ser encontrada pronta para reutilização, entre as quais estão os relevos do tímpano (para os quatro frontões), cada um dos quais exibia um monograma central em cruz cristã coberto de folhas, cercado por ricos pergaminhos de videira de acanto. Os construtores do Tempietto também cortaram as inscrições cristãs em latim em antigos capitéis romanos que se vêem nos frisos dos frontões dos pórticos:
+SCS DEVS ANGELORVM QVI FECIT RESVRECTIONEM+  da frente oeste principal, ainda existente
+SCS DEVS APOSTOLORVM QVI FECIT REMISSIONEM+  do pórtico sul, perdido
+SCS DEVS PROFETARVM QVI FECIT REDEMPTIONEM+  do pórtico norte, perdido
A grande caixa feita de placas de mármore embutidas na parede da abside traseira do Tempietto, original da construção da fase dois, pode ter funcionado como um tabernáculo para abrigar a eucaristia consagrada, ou pode ter sido usada como túmulo de um santo ou memoria (relicário). A caixa foi provida de uma frente edicular (cujo frontão sobrevive da fase dois, mas não as colunetas, que foram instaladas em 1849). Tais tabernáculos ou relicários são comuns em contextos medievais elevados, mas raros para o início da Idade Média. Não muito tempo atrás, Valentino Pace sugeriu que a caixa em questão está no foco da decoração escultural e de afrescos do Tempietto, e que poderia muito bem ter apresentado uma relíquia em cruz.